# Iglesia de San Juan Bautista (Cáceres)
La iglesia de San Juan Bautista es un templo parroquial católico ubicado en la ciudad española de Cáceres.
El templo, que actualmente es de estilo principalmente gótico, fue construido en el siglo XIII como una ermita románica. En el siglo XIV pasó a ser una de las cuatro iglesias parroquiales de la entonces villa de Cáceres, y desde entonces y hasta el siglo XVIII albergó una serie de obras de reforma que le dieron su aspecto actual. Se ubica en el barrio de San Juan, al que da nombre, dentro del distrito Centro-Casco Antiguo.
El edificio fue candidato a bien de interés cultural entre 1982 y 1991. Forma parte del patrimonio histórico de los Extramuros de Cáceres.

## Localización
Tras la reforma territorial de 2008, pertenece al barrio de San Juan, al que da nombre, en el distrito Centro-Casco Antiguo. Dentro del barrio, se ubica en el lateral suroccidental de la plaza de San Juan, una plaza triangular ajardinada en cuyo extremo opuesto se halla la parte trasera de la casa consistorial del Ayuntamiento de Cáceres; en esta plaza se ubican también otros edificios históricos, como el palacio de Oquendo y el palacio de Ovando-Saavedra. Al sur del templo se ubica la plaza del Doctor Durán, que separa la iglesia del palacio del Marqués de Monroy; de esta pequeña plazuela sale la calle Sergio Sánchez, que lleva al Museo de Arte Contemporáneo Helga de Alvear, ubicado unos cien metros al sur de esta iglesia parroquial.
Aunque el templo da nombre a la plaza de San Juan, es más conocido por pasar por su noroeste el principal eje comercial de esta ciudad, que al noreste del templo recibe el nombre de «calle Pintores» y al suroeste el de «calle San Pedro»; este último nombre procede del desaparecido convento de San Pedro, del que se conservan restos frente a la iglesia de San Juan. La apertura que separa las calles Pintores y San Pedro, frente a la iglesia de San Juan, es conocida por albergar dos de las esculturas urbanas más emblemáticas de Cáceres: el monumento a Leoncia Gómez Galán y el monumento a los Cofrades, este último ubicado junto a la misma portada del templo. La Unesco considera a la iglesia y todo su entorno directo como ubicados en los Extramuros de Cáceres, una zona de protección paisajística en torno al recinto amurallado declarado Patrimonio de la Humanidad.

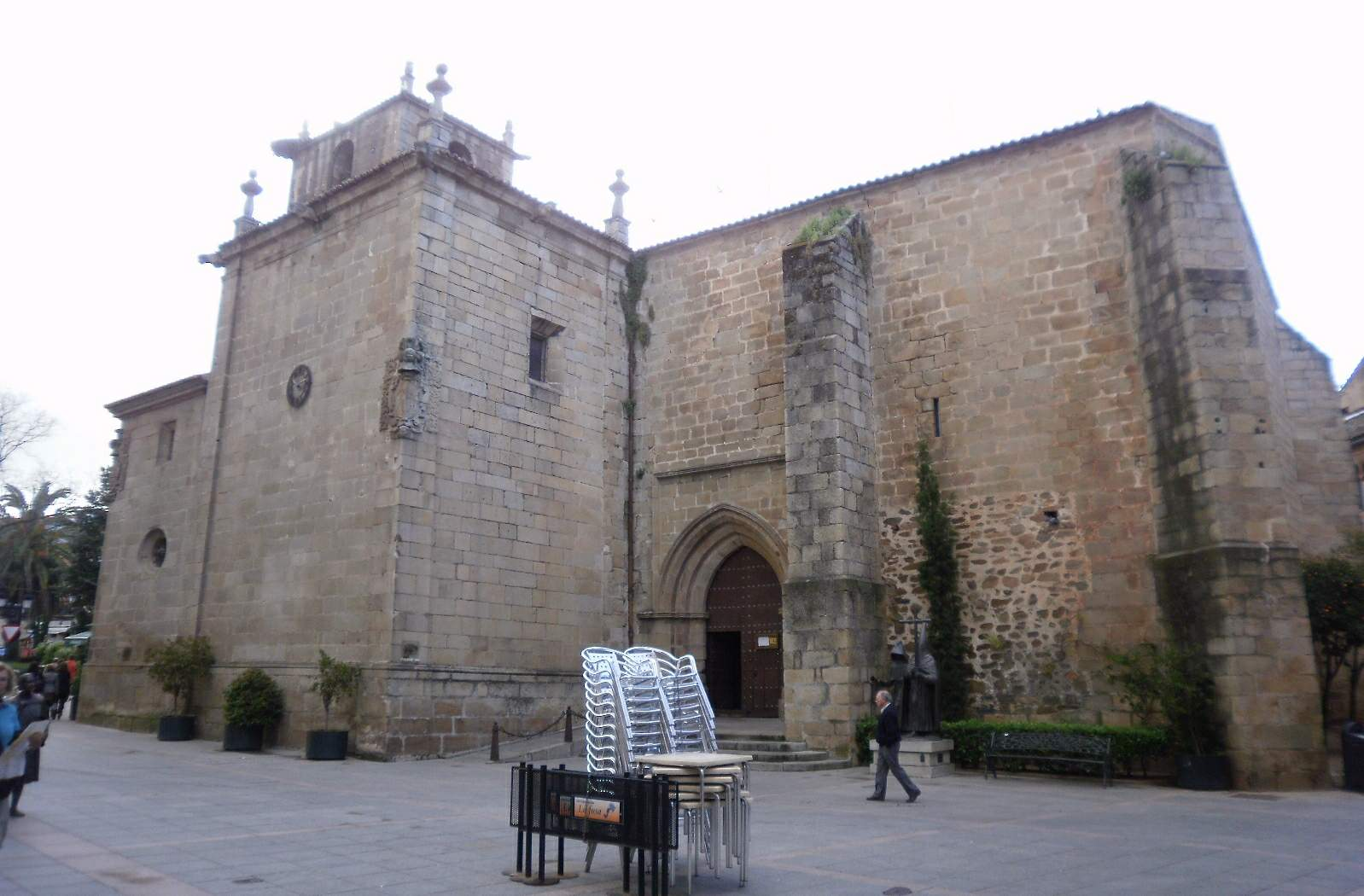
La fachada del lado del evangelio es la más conocida del templo, al verse junto al eje comercial de Pintores y San Pedro.

El templo parroquial de San Juan, con una superficie catastral gráfica de 730 m², comparte una singularidad geográfico-arquitectónica con las otras tres parroquias históricas de Cáceres y con varios templos conventuales y ermitas de la misma ciudad. Estos templos siguen una orientación no canónica, de manera que en ellos no se reza mirando hacia el este sino hacia el norte o, como en el caso de San Juan, hacia el noreste. De este modo, la cabecera de este templo apunta hacia la plaza de San Juan, y el lado del evangelio se abre hacia la citada plazuela en la que se unen las calles San Pedro y Pintores. Se ignora la causa real de esta orientación no canónica, aunque la leyenda o tradición local lo relaciona con la Reconquista: supuestamente se marcaría así a las tierras musulmanas de Al-Ándalus como la oscuridad, normalmente representada por el atardecer al oeste, y a Castilla como la luz, normalmente representada por el amanecer al este.

## Historia

### Origen medieval (siglos XIII-XV)

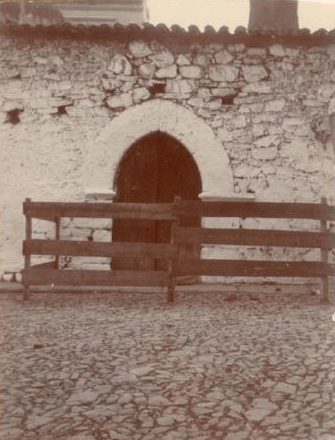
La casa del Horno de San Juan, con su peculiar arco ojival, antes de su derribo en 1902.

El templo parroquial de San Juan tiene su origen en el siglo XIII, cuando se produjo la reconquista de la localidad por parte del reino de León. En aquel tiempo, la entonces villa de Cáceres tenía su casco urbano prácticamente limitado al barrio de Intramuros, pero la población cristiana de la villa fue creando una red de ermitas para rezar en diversos lugares del campo. De esta forma, la iglesia de San Juan se construyó inicialmente como una ermita románica ubicada en las afueras suroccidentales de la villa.
El estatus de esta ermita cambió a partir del siglo XIV, cuando el aumento de población hizo que el casco urbano se extendiera más allá de la muralla, formándose una serie de callejuelas al suroeste del arco de Santa Ana, que culminaban en una plazuela junto al templo. Entre 1372 y 1380 se llevaron a cabo una serie de obras y de trámites administrativo-canónicos que transformaron la ermita en una iglesia parroquial. El templo recibió el nombre popular de «San Juan de los Ovejeros», ya que en él se inscribían como feligreses temporales los ganaderos trashumantes que pasaban con sus ganados por la villa. En el siglo XV, las áreas que rodeaban a la muralla se consolidaron como el actual barrio de Extramuros, que quedó organizado administrativamente en dos colaciones, una con sede en Santiago y otra con sede en San Juan. En el siglo XVI, el entorno de esta iglesia pasaría a ser la sede de la feria de ganados de Cáceres, lo que reforzaría el nombre tradicional de «San Juan de los Ovejeros».
En el marco del contexto histórico señalado, el edificio actual es el resultado de un conjunto de obras que abarcan desde el siglo XIII hasta el siglo XVIII. A su origen románico en el siglo XIII corresponde el ábside, que es ya semipoligonal, al modo gótico, de modo que es un ejemplar de transición, como lo prueban los canecillos de tradición románica como los de la concatedral. Lo demás, incluso todas las bóvedas, es obra plenamente ojival, de los siglos XIV y XV. Posiblemente, la mayor anchura de la nave respecto de la capilla mayor responde a que, en el plan primitivo, la iglesia había de ser de tres naves.
Pese a la evidencia de contar con un ábside de origen románico, durante mucho tiempo se ha planteado en Cáceres la hipótesis de que existió otra ermita de San Juan anterior al templo actual, que se habría ubicado al otro lado de la plaza: se trata de un horno de pan medieval conocido como la casa del Horno, que contaba con un peculiar arco ojival en la entrada. El horno acabaría siendo derribado en 1902 para ensanchar la plaza, por lo que ya no es posible hacer una investigación arqueológica que determine su origen.

### Ampliación y reformas (siglos XVI-XVIII)

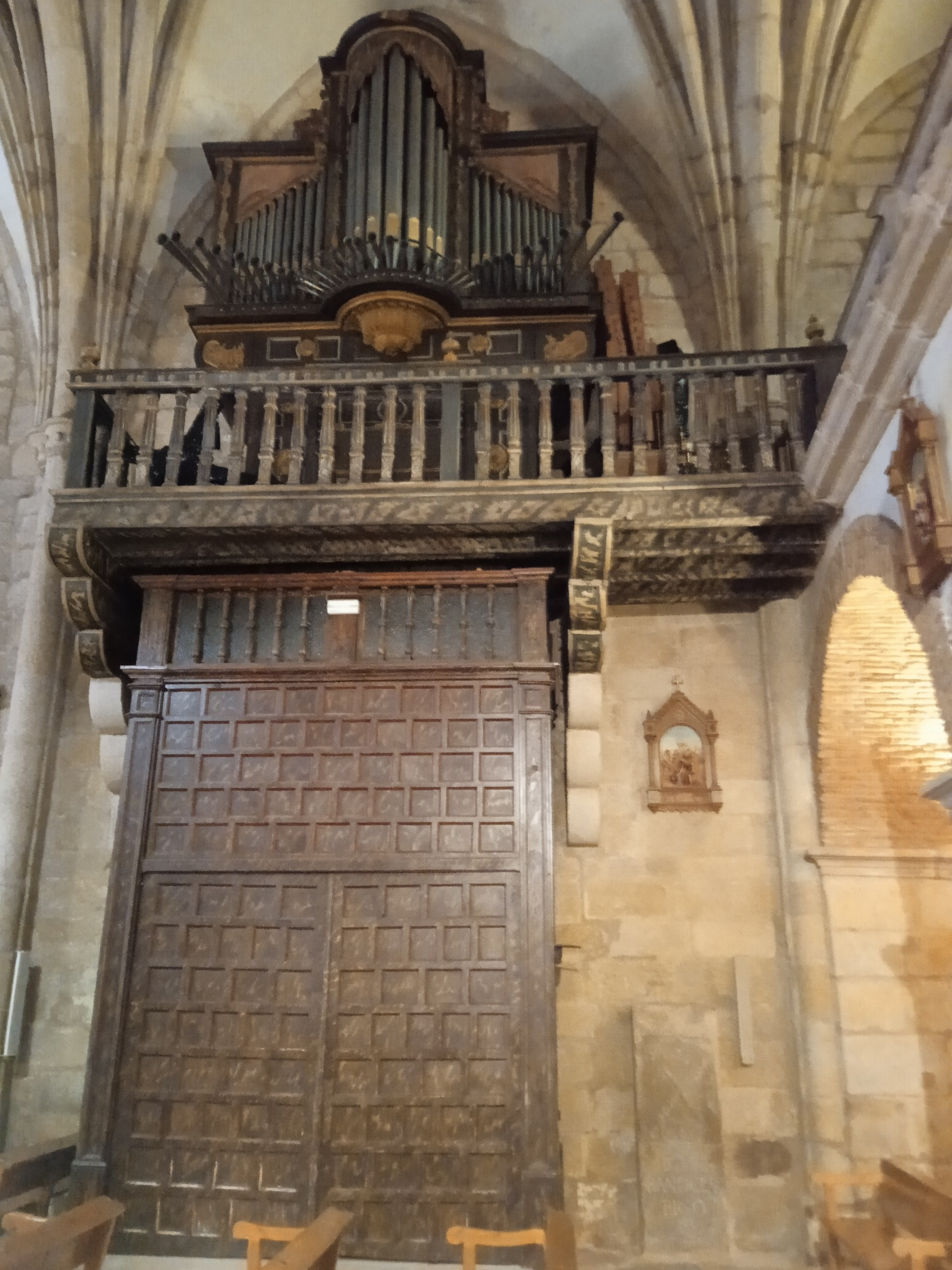
El órgano del se ubica en una extensión de madera del coro alto, que se apoya sobre el interior de la portada del lado de la epístola.

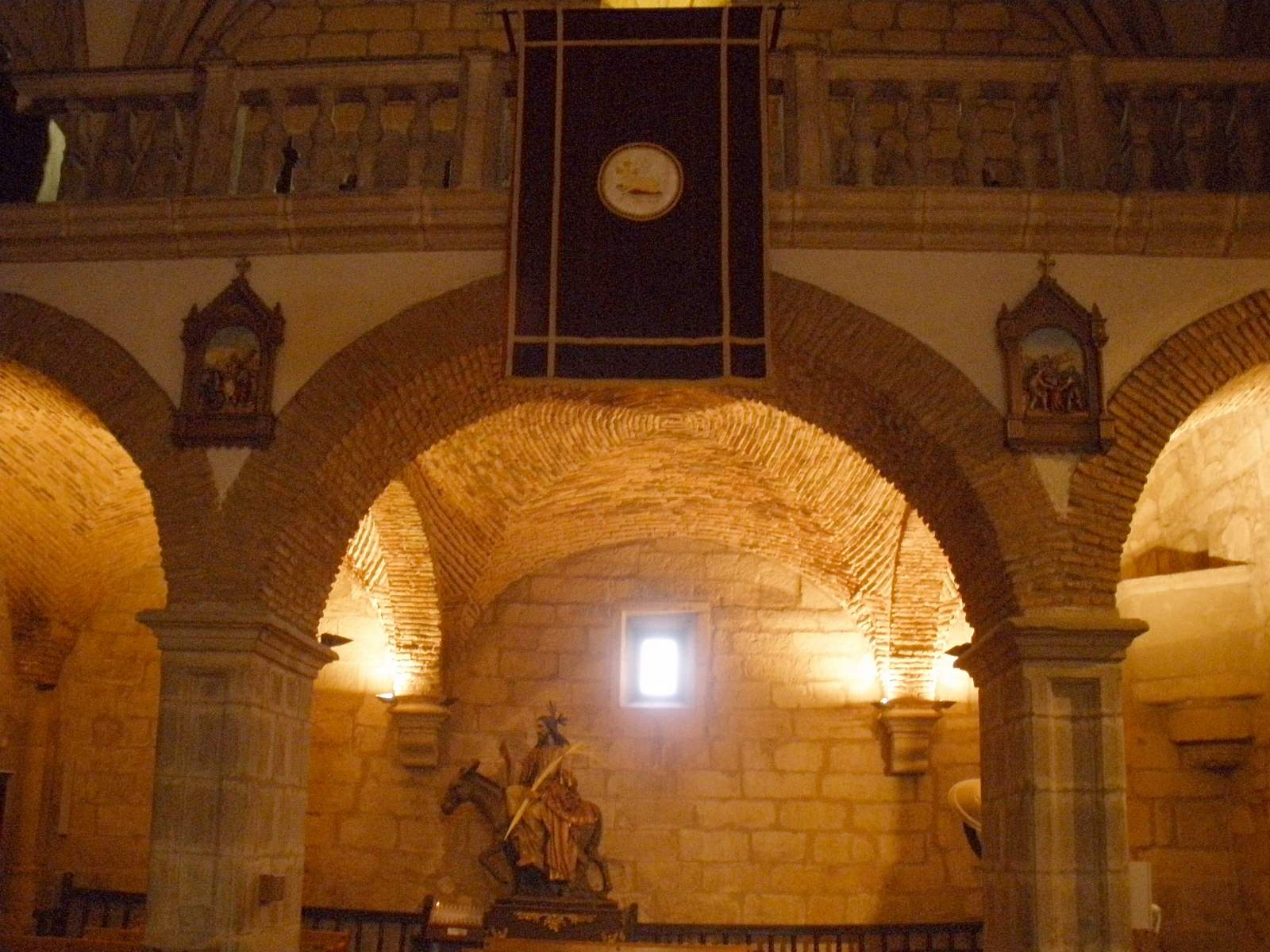
Arco central del coro alto

Pese a datar la estructura de la iglesia de la época medieval, fue en el siglo XVI cuando se ejecutaron algunas de sus obras más importantes, otorgándole elementos renacentistas que pueden verse en el campanario, las gradas que dan acceso al presbiterio o la capilla de los Arias Saavedra. Sin embargo, las obras no terminaron ahí: la capilla de los Espaderos, que destaca por su gran tamaño y su cúpula, es una adición hecha en el siglo XVII. En esta época moderna comienza a aparecer documentación en los archivos parroquiales: los documentos más antiguos de esta parroquia son sus archivos de bautismo, que se remontan a 1545.
Aunque en el siglo XVII ya había quedado definida la planta de la iglesia, interiormente no estuvo totalmente concluida hasta finalizar el XVIII. El órgano original de 1588, construido por Salazar de Santa Cruz con caja de Diego García Maderuelo, se hallaba en un estado tan lamentable que los tubos acabaron llevándose a fundición; debido a ello, entre 1762 y 1764 se construyó el órgano actual, obra de José Antonio de Larrea y Galarza con caja de Vicente Barbadillo.
Al finalizar el siglo tuvo lugar la última gran obra de edificación del templo, consistente en construir el coro alto; aunque la iglesia ya tenía un coro alto cuya existencia se conoce desde el siglo anterior, probablemente era una simple estructura de madera, lo que motivó la construcción del coro actual. Para la ejecución del nuevo coro alto, los feligreses nombraron mayordomo de fábrica en 1791 a Vicente Marrón, quien decidió acumular los materiales en el interior del templo a la espera de que llegaran los albañiles. Al estar los principales albañiles de la villa ocupados en las obras de la recién fundada Real Audiencia de Extremadura, este mismo órgano judicial acabó albergando en 1795 un pleito contra la acumulación de dichos materiales de obra. Los albañiles comenzaron a construir el coro alto en los años posteriores, pudiendo datar la obra incluso de principios del siglo XIX.
En el siglo XVIII, en el momento culminante de su construcción, la parroquia había adquirido una gran importancia cultural y económica en la villa. El templo parroquial en sí albergaba dos cofradías, dedicadas a Nuestra Señora de la Concepción y Nuestra Señora de los Dolores. Además, pertenecían a la parroquia las ermitas de San Bartolomé (Santa Gertrudis), San Antón y Santa Lucía y la capilla del hospital del Salvador; cada uno de estos cuatro edificios añadía una cofradía más a la parroquia. Según el catastro de Ensenada, de mediados del siglo XVIII, estas seis cofradías habían acumulado a lo largo de la historia diversas fuentes de ingresos que las hacían casi independientes de las aportaciones de los fieles, como fincas rústicas y urbanas que arrendaban, e incluso censos sobre terrenos ajenos. Asimismo, se hallaban bajo jurisdicción de San Juan las ermitas de San Jerónimo y San Francisco, si bien estas dos últimas han sido tradicionalmente gestionadas desde el entorno de Casar de Cáceres por proximidad geográfica.

### Desamortización y expansión urbana (sigloXIX)

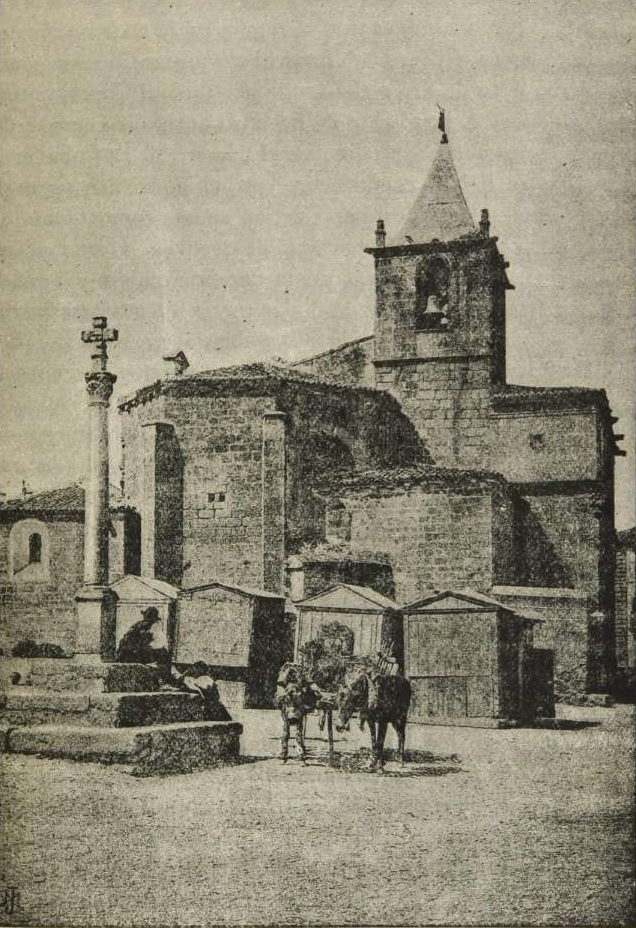
La iglesia de San Juan Bautista, según se muestra en un libro publicado en 1887 por Nicolás Díaz y Pérez. El crucero estuvo en esa ubicación hasta el 1 de julio de 1903, cuando según Juan Sanguino y Michel fue retirado, porque el fuste se tambaleaba y los niños jugaban peligrosamente a moverlo. Su destino posterior ha sido objeto de controversia, pues durante mucho tiempo se creyó erróneamente que era el actualmente ubicado junto a la iglesia de San Blas. Esta hipótesis ha sido rechazada tras hallarse una fotografía de este último tomada en 1900 por Gabriel Llabrés; sin embargo, el Plan Especial de Protección y Revitalización del Patrimonio Arquitectónico de 1990 llegó a ordenar el traslado del crucero de San Blas a San Juan. Actualmente, la hipótesis más aceptada es que sería el crucero que hay en el cementerio de Cáceres, si bien con el traslado habría perdido el capitel.

La desamortización llevó a que el siglo XIX fuera un período de declive para la parroquia de San Juan, que perdió la mayor parte de su patrimonio inmueble y con ello sus cofradías. La ermita de Santa Gertrudis se cerró al culto por su estado ruinoso, mientras que directamente se decidió derribar la ermita de San Antón por estorbar la salida de la ciudad hacia el sur. Por su parte, el hospital de peregrinos de San Salvador fue subastado como inmueble ruinoso en la desamortización de Madoz. Sobrevivió la ermita de Santa Lucía, pero en 1881 se segregó de la parroquia de San Juan para pasar a ser el templo religioso provisional de la pedanía de Aldea Moret; unos años más tarde, se construyó la iglesia parroquial de San Eugenio, y la ermita de Santa Lucía pasaría a depender de esta nueva parroquia.
La situación de la iglesia comenzó a cambiar al finalizar el siglo XIX, gracias a que Cáceres dejó de ser una villa y pasó a ser una ciudad, comenzando en aquella época a construirse el ensanche de Cáceres. Según el plano de Coello de 1853, la localidad terminaba entonces en la calle San Antón, escasos metros al suroeste de este templo parroquial, donde se hallaba la ermita homónima. La actual avenida de España no era más que el inicio del camino a Malpartida de Cáceres. Al finalizar el siglo, con la construcción del paseo de Cánovas y el desarrollo del ensanche en todo el entorno, San Juan se convirtió en la única referencia geográfico-religiosa de un oeste y suroeste de la ciudad en continuo crecimiento, con barrios nuevos como Cánovas o Casas Baratas formándose en los alrededores en la primera mitad del siglo XX. El primer síntoma de esta recuperación, tras un siglo de desamortizaciones, tuvo lugar en 1889, cuando se consiguió reabrir la ermita de Santa Gertrudis como escuela-hogar para niñas pobres, dando así origen al actual colegio San José; sin embargo, esta capilla reabierta pasó a depender de la parroquia de Santa María.
Pese a la buena ubicación geográfica, conviene aclarar que, con el paso de los siglos, se habían roto los vínculos entre las parroquias religiosas y las colaciones civiles. Debido a ello, cualquier vecino de Cáceres podía ser feligrés de cualquiera de las cuatro parroquias, si bien no existía libertad para trasladarse a otra parroquia diferente. El diccionario de Madoz, de mediados del siglo XIX, explica la peculiar relación existente entre las cuatro parroquias históricas de la villa. Este sistema tradicional seguía plenamente vigente en el siglo XIX, pero después comenzaría a generar problemas al construirse barrios nuevos, habitados por numerosos forasteros sin vínculos con los cacereños de origen. El mismo diccionario ofrece después una breve descripción del templo:

Hay en esta villa 4 parroquias con absoluta independencia entre sí, en lo temporal y espiritual [...] la parroquialidad se adquiere por elección al tiempo de casarse, sin que los viudos ni sus hijos solteros mientras lo fuesen, puedan trasladarla, á no ser que hubiese alguna causa que se deducirá ante el tribunal eclesiástico. El forastero que muere se entierra en la parroquia de donde sea feligrés el vecino de la casa, y lo mismo los criados forasteros que siguen la parroquia del amo, a no ser que sean casados y tengan feligresía.
[…]
San Juan Bautista. Situada al SO, es pequeña, de una nave, arquitectura gótica y toda de cantería: tiene algunos sepulcros y una buena capilla de la casa de los Espaderos; la casa de los Saavedras tiene otra pequeña en el presbiterio, al lado del Evangelio, con una fuerte y bien trabajada verja de hierro: cerca de esta parroquia hay un horno de pan en el que se dice estuvo la primitiva iglesia de San Juan, y todavía se ve en dicho horno un arco de cantería de bastante extensión, muy bien ejecutado: el clero de esta iglesia se compone del párroco, un teniente y 5 capellanes.

### Reorganización y restauraciones (sigloXX)

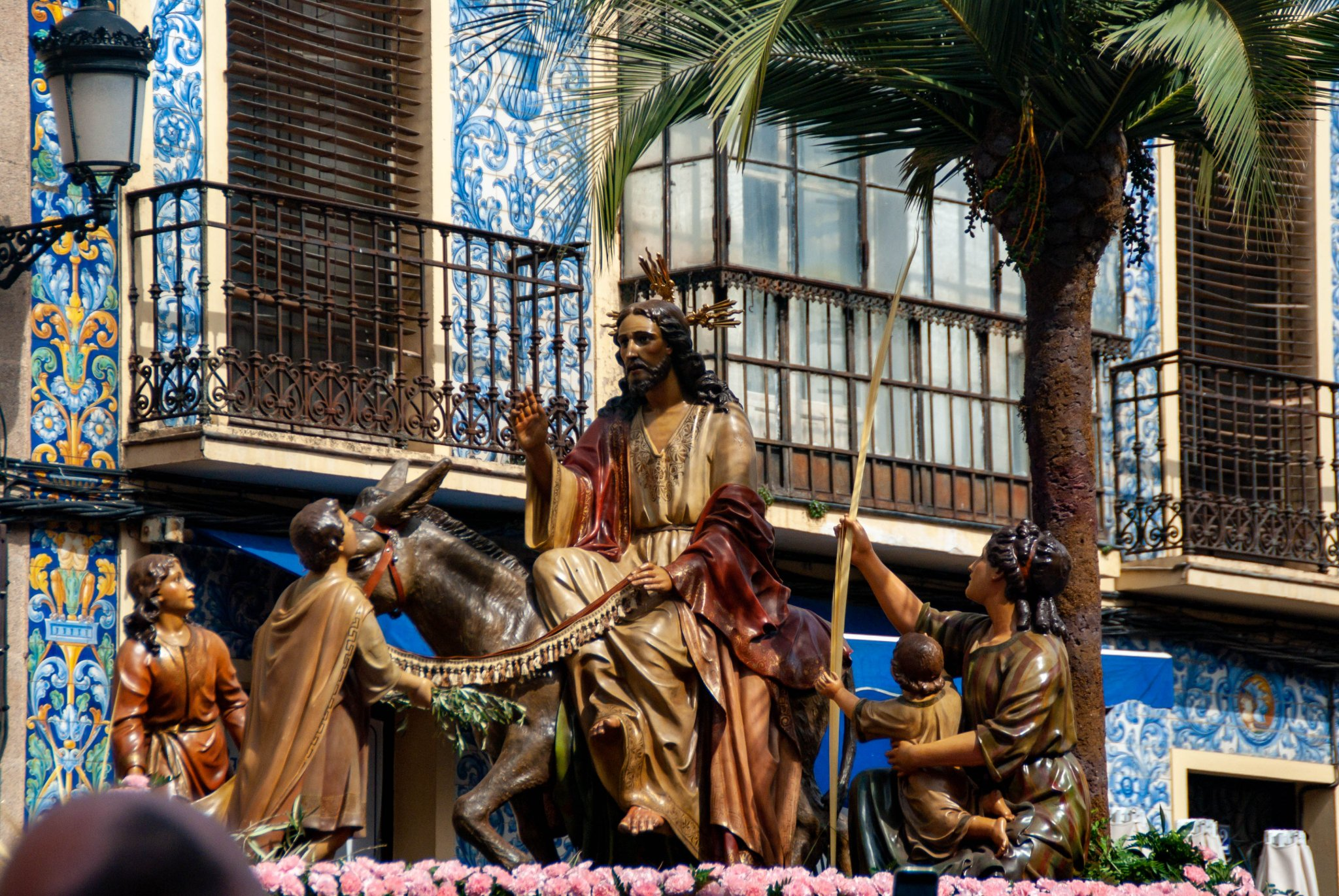
Imagen procesional del Domingo de Ramos frente a la puerta de la iglesia de San Juan. La creación de la cofradía de los Ramos en 1946 supuso un cambio en la forma de entender la Semana Santa en Cáceres, hasta entonces limitada a cuatro días y poco conocida fuera de la ciudad.

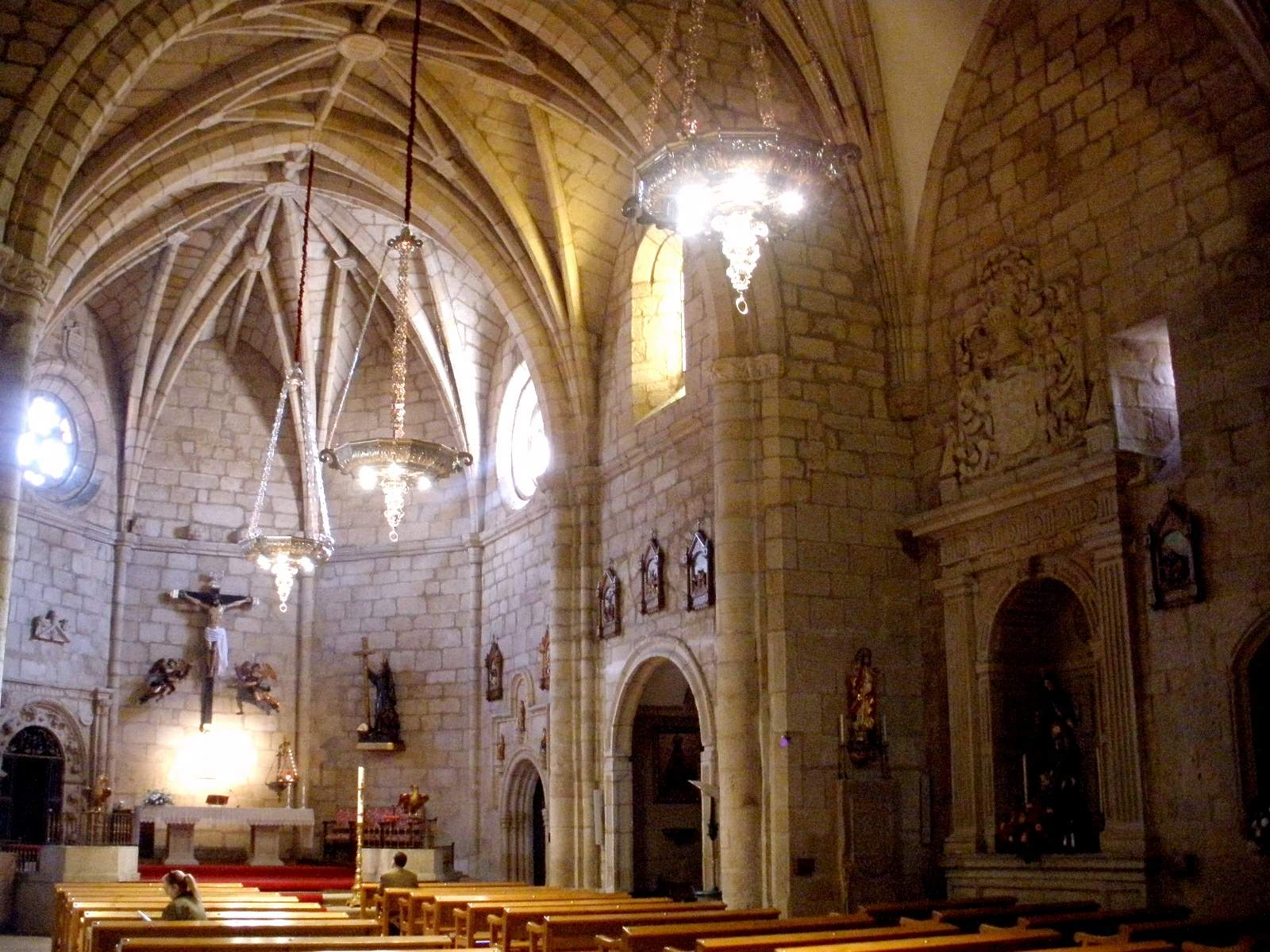
Interior de la iglesia de San Juan. La retirada del retablo mayor fue uno de los hechos más relevantes que tuvieron lugar en las restauraciones del.

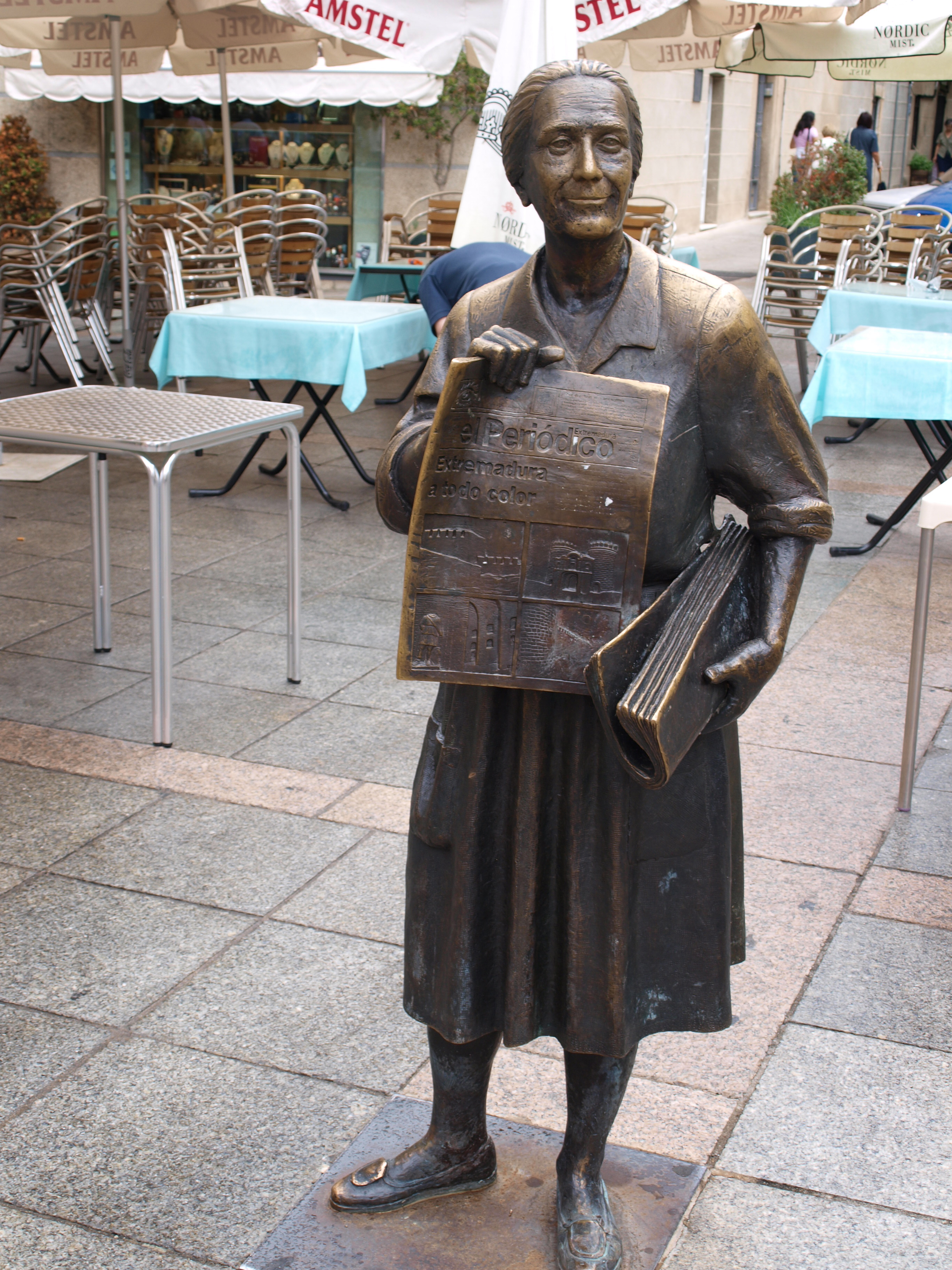
El monumento a Leoncia Gómez Galán, instalado en 1999 junto a esta iglesia, es una de las principales esculturas callejeras cacereñas.

En las primeras décadas del siglo XX, el crecimiento de la ciudad en el entorno de la iglesia debió repercutir en el número de feligreses, que ya no podía controlarse según el citado reparto tradicional entre las cuatro parroquias. Como consecuencia de este aumento de población, en 1946 los feligreses de San Juan crearon la cofradía de los Ramos, con la que consiguieron reactivar las actividades parroquiales un siglo después de la desamortización. La cofradía tuvo un gran impacto cultural en la ciudad, pues se creó inicialmente para organizar una procesión en el Domingo de Ramos y otra en el Miércoles Santo, cuando las procesiones cacereñas no empezaban hasta ese año antes del Jueves Santo. Este hecho causó un movimiento cultural que se extendió a otras parroquias locales con nuevas cofradías, y que a largo plazo convertiría a la Semana Santa de Cáceres en una de las más conocidas del país, hasta el punto de que en 2011 sería declarada de interés turístico internacional.
A mediados del siglo XX comenzó una importante transformación en la zona, que afectó a la parroquia en varios aspectos. La parte antigua de la ciudad se fue convirtiendo en un barrio-museo, con cada vez menos vecinos y más turistas; sin embargo, el barrio de San Juan, ubicado en el límite con el ensanche, aumentó su población al albergar uno de los principales ejes comerciales de la ciudad. El desarrollo turístico de la zona comenzó en 1949, cuando se declaró conjunto monumental (BIC) a todo el barrio de Intramuros, sumándose a dicha declaración varios monumentos singulares de la zona de Extramuros en la que se ubica San Juan. En esa enumeración, que con el tiempo ha sido calificada como arbitraria por los vacíos legales que dejó, se dejó fuera de la declaración a monumentos históricos del entorno tan importantes como esta iglesia parroquial de San Juan o los conventos de Santo Domingo y Santa Clara, mientras que sí se incluyeron edificios situados históricamente fuera del casco urbano, como el monasterio de San Francisco el Real o el santuario de la Montaña.
Para compensar la omisión de San Juan en el conjunto histórico, a lo largo de la dictadura franquista se ejecutó en el templo una gran obra de restauración, recuperando en gran parte su estilo original. En 1940 se había completado una obra, probablemente comenzada años antes con otra obra anterior, para el aumento de volumen de las capillas laterales. En la década siguiente hubo obras menores: se arregló el hueco del reloj de la torre en 1956, y se mejoró la accesibilidad de la entrada, mediante retirada de peldaños, en 1959. Sin embargo, fue entre 1960 y 1963 cuando tuvieron lugar las principales obras de rehabilitación, donde se reparó íntegramente la cubierta, se limpiaron todas las piedras interiores y exteriores y se pavimentó el interior con losas; se desplazaron además los bienes muebles, dejando como resultado más visible la ausencia de retablo mayor en la cabecera. La última obra destacable en el edificio tuvo lugar en 1973, cuando hubo que reparar urgentemente la cubierta del campanario, para lo cual se retiró el casquete que hasta entonces coronaba dicha estructura.
Tras la obra de la década de 1960, la iglesia de San Juan acabaría formando parte de las rutas turísticas del casco antiguo de Cáceres, que se hizo conocido en 1986 al declararse el barrio de Intramuros como Patrimonio de la Humanidad. San Juan pasaría a ser un lugar de parada para los turistas que entraran en el vecino barrio monumental por el suroeste, pero al mismo tiempo perdió gran parte de su feligresía ordinaria, pues las áreas más alejadas comenzaron a obtener autonomía, al crearse la diócesis de Coria-Cáceres en lo que hasta entonces era la diócesis de Coria. Para los vecinos de los barrios nuevos, el obispo Manuel Llopis Ivorra creó nuevas parroquias que dejaron a San Juan limitada a poco más que su territorio histórico. En 1959 comenzó a funcionar la parroquia de San José, para los vecinos de las Casas Baratas; a esta parroquia se asignó como templo parroquial provisional la ermita de Santa Gertrudis, que hasta 1889 había pertenecido a San Juan, y que en 1967 pasaría a ser una dependencia del templo parroquial definitivo de San José que se inauguró ese año. Para los vecinos que vivían al sur de San Juan, se crearon en la misma época las parroquias de Nuestra Señora del Rosario de Fátima y San Pedro de Alcántara. Enclaustrada desde entonces en su propio barrio, pero al mismo tiempo en uno de los lugares de mayor tránsito de la ciudad, la parroquia de San Juan ha pasado a tener una complicada doble función: seguir formando una comunidad religiosa para los vecinos del barrio, pero al mismo tiempo ser un centro religioso-cultural para toda la ciudad y para los foráneos que la visitan.

## Descripción

### Estructura

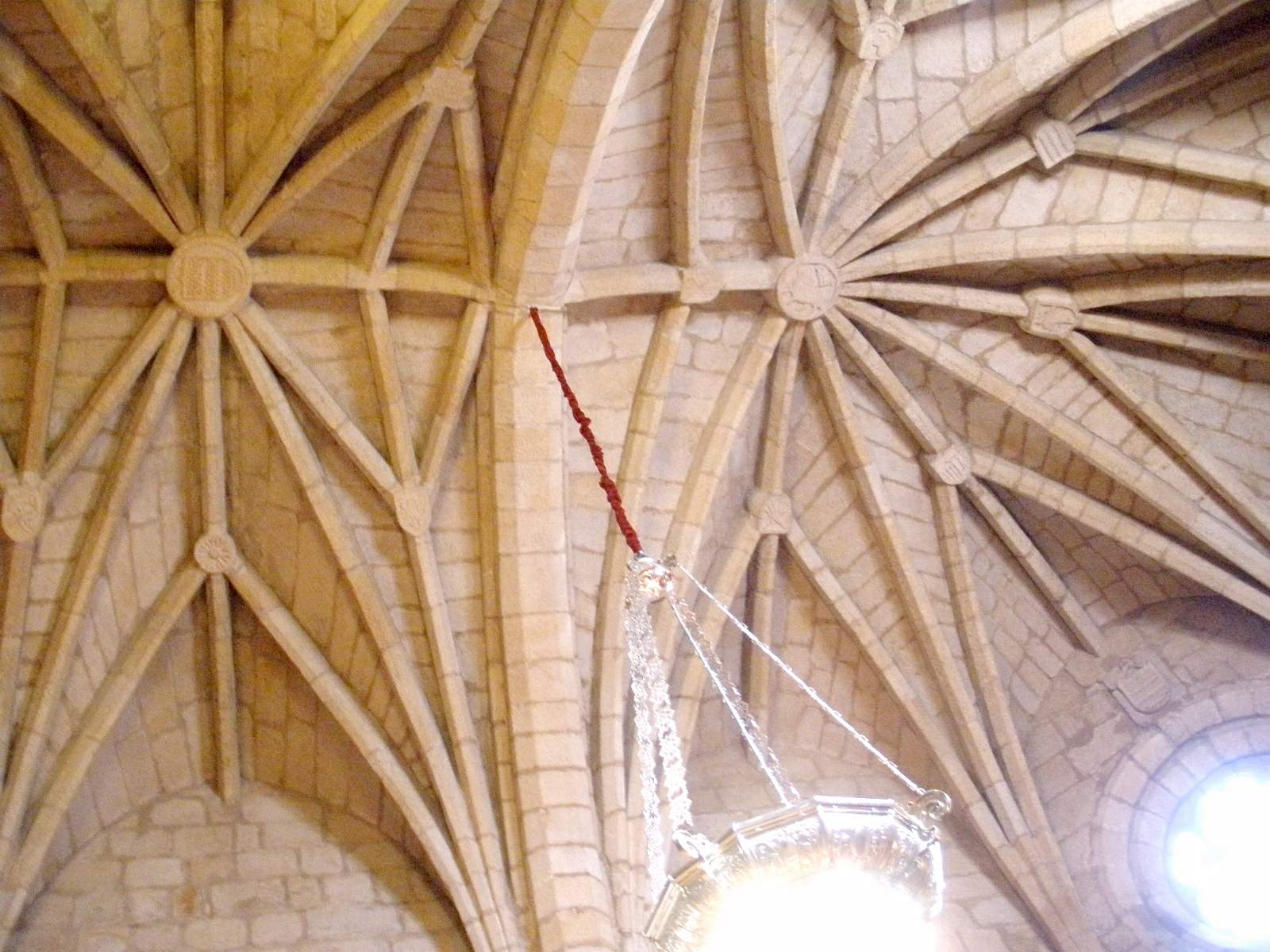
Bóveda de la capilla mayor

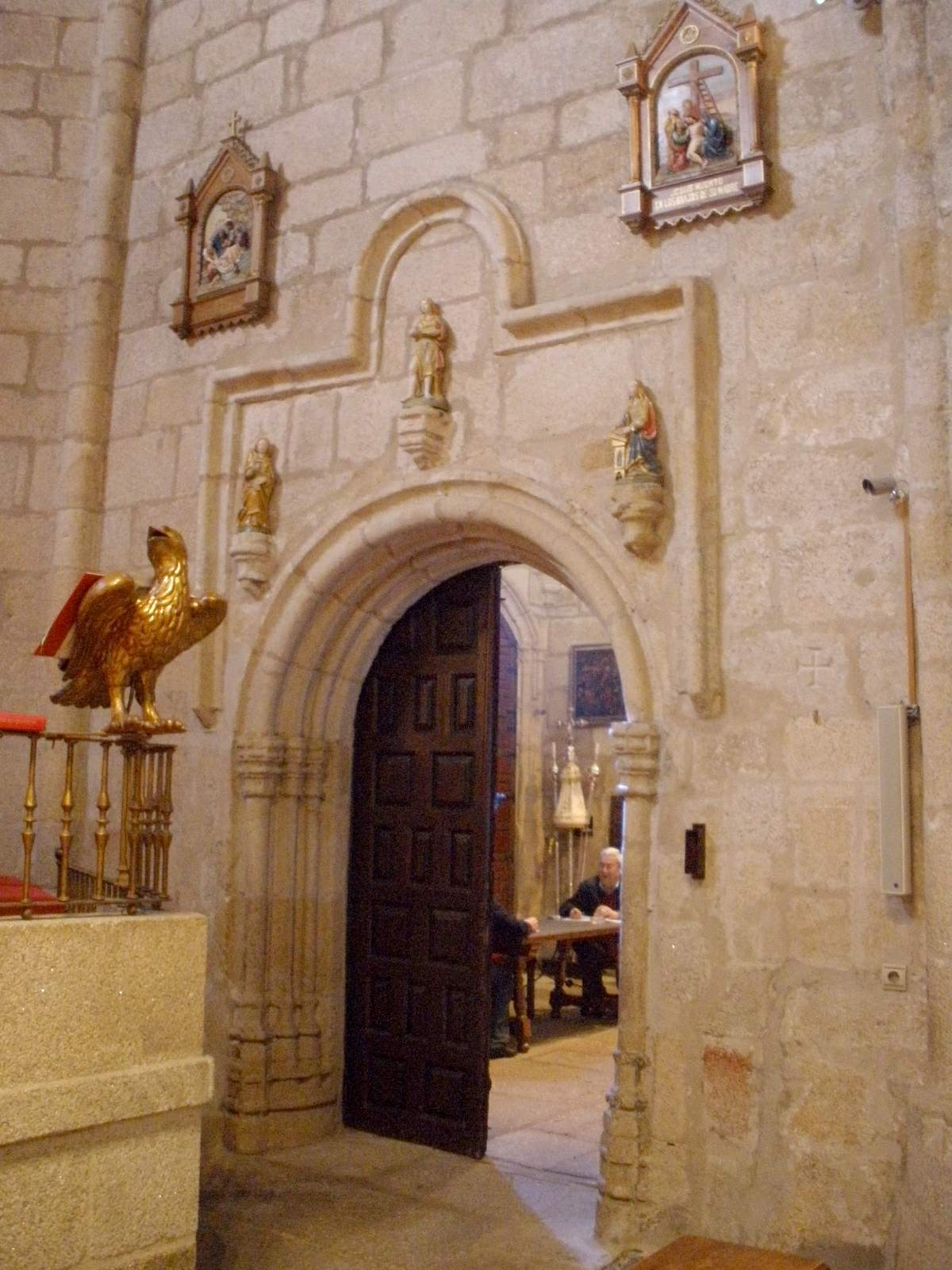
Acceso a la sacristía

Es un edificio de sillería granítica, gótico y de aspecto vetusto. El interior es de una nave ancha y de tres tramos, a la que se añade una capilla mayor de menor anchura y dos tramos, rematando en ábside de tres lados. Todo el espacio está cubierto con bóvedas ojivales de crucería, que arrancan de semihaces o pilares con columnas, cuya planta se deriva de la cruciforme y cuyos capiteles están constituidos por series de hojas y cabezas. La bóveda de la capilla mayor es estrellada, mientras que las de la nave son de terceletes.
Su torre, clásica de planta cuadrada, está adosada a la cabecera por el lado del evangelio; consta de dos cuerpos, ubicándose en el superior las campanas dentro de vanos de medio punto. El imafronte carece de portada, por lo que se accede al interior a través de dos portadas laterales casi iguales, una a cada lado de la nave. Son portadas de archivoltas achaflanadas y apuntadas, sobre pilastras, también achaflanadas con una moldura corrida por capitel. En el ábside hay canecillos de tradición románica, con cabezas, bolas y lises.
Lo más destacable del interior es la presencia de varias capillas, que abultan notablemente la planta del edificio en los laterales del entorno de la cabecera, hasta el punto de impedir que la torre del campanario sea adyacente a la vía pública. La más destacable por su ornamentación es la llamada «capilla de las Reliquias», un peculiar hueco para albergar reliquias ubicado en el lado del evangelio junto a la cabecera. Se abre en una portada de estilo plateresco, muy decorada y labrada en piedra. Dicha portada se estructura en una archivolta formada por altorrelieves de cabezas de querubines, que se encuadra entre dos columnas abalaustradas. Cada enjuta de la estructura alberga un medallón; en el medallón exterior hay un busto de San Pablo, no siendo visible por desgaste la imagen compañera del medallón interior, ya que esta última permaneció mucho tiempo oculta por el retablo mayor. El interior de la capilla también es interesante, ya que posee una bóveda encasetonada. Por su estilo, es posible que fuese diseñada por un maestro de obras cercano a Pedro de Ibarra.
Por su parte, en el lado de la epístola se ubica junto a la cabecera la sacristía, a la que se accede por una portada gótica; su interior se cubre con bóveda de crucería. Existe una segunda capilla a cada lado de la capilla mayor junto a la cabecera, en ambos casos de planta cuadrada y con bóveda de crucería; en la del lado de la epístola hay a los lados huecos sepulcrales. Sin embargo, la capilla más grande de todas es otra ubicada en el lado del evangelio, con entrada por el primer tramo de la nave, planta cuadrada y cúpula: es la capilla de los Espaderos, cuyos blasones coronan sus sepulcros, que se ven cobijados por arcos de medio punto. El retablo de esta capilla es barroco, con columnas salomónicas y profusa ornamentación.
El templo alberga un coro alto a los pies, construido sobre una arcada clásica de medio punto. El sotacoro se cubre con bóveda de arista. Este coro alto se comunica en el lado de la epístola con una tribuna en voladizo, situada sobre la portada de acceso al edificio; en dicha tribuna se ubica el órgano del templo.

### Bienes muebles

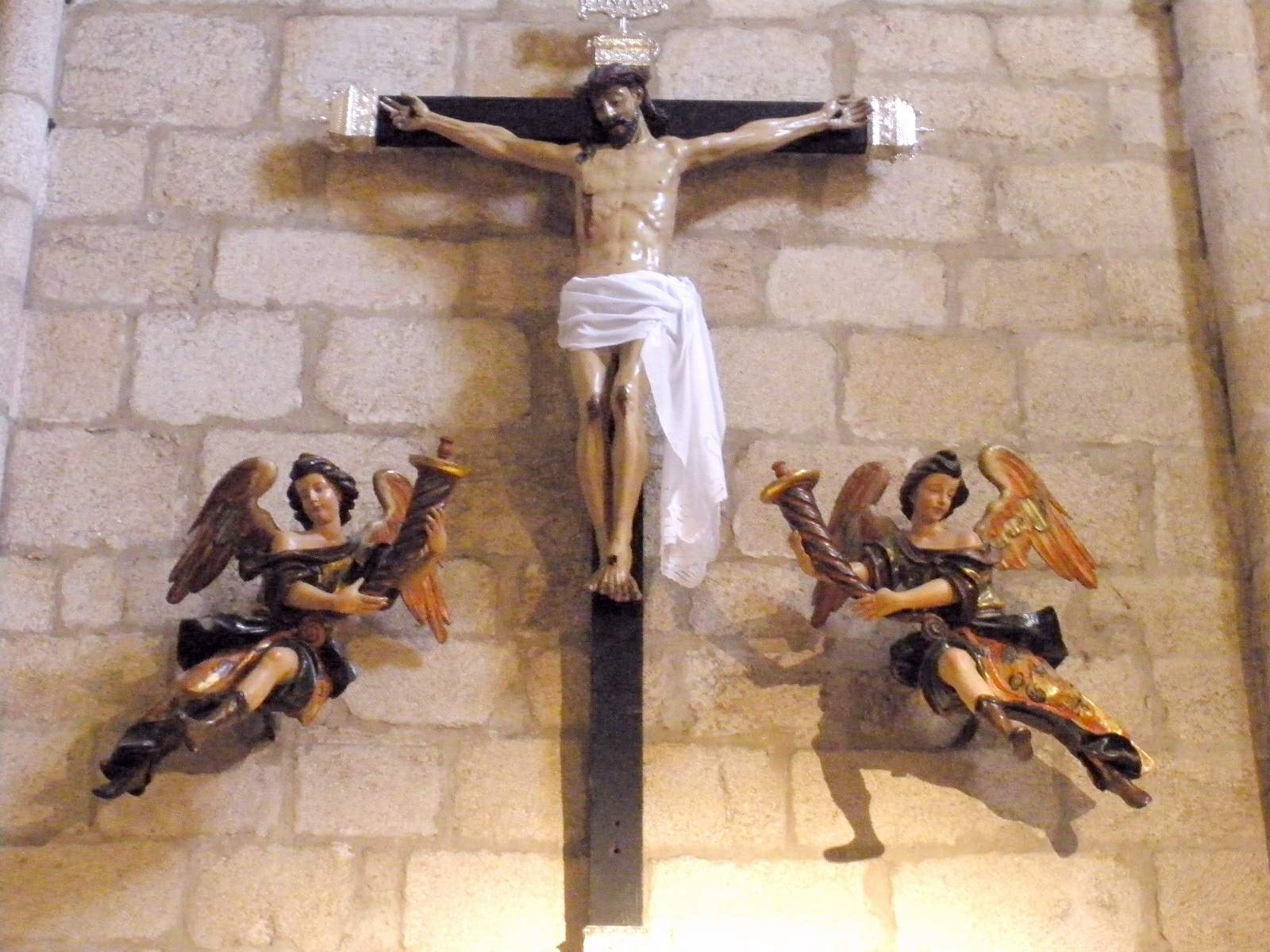
Cristo de la Buena Muerte, del, presidiendo el altar mayor

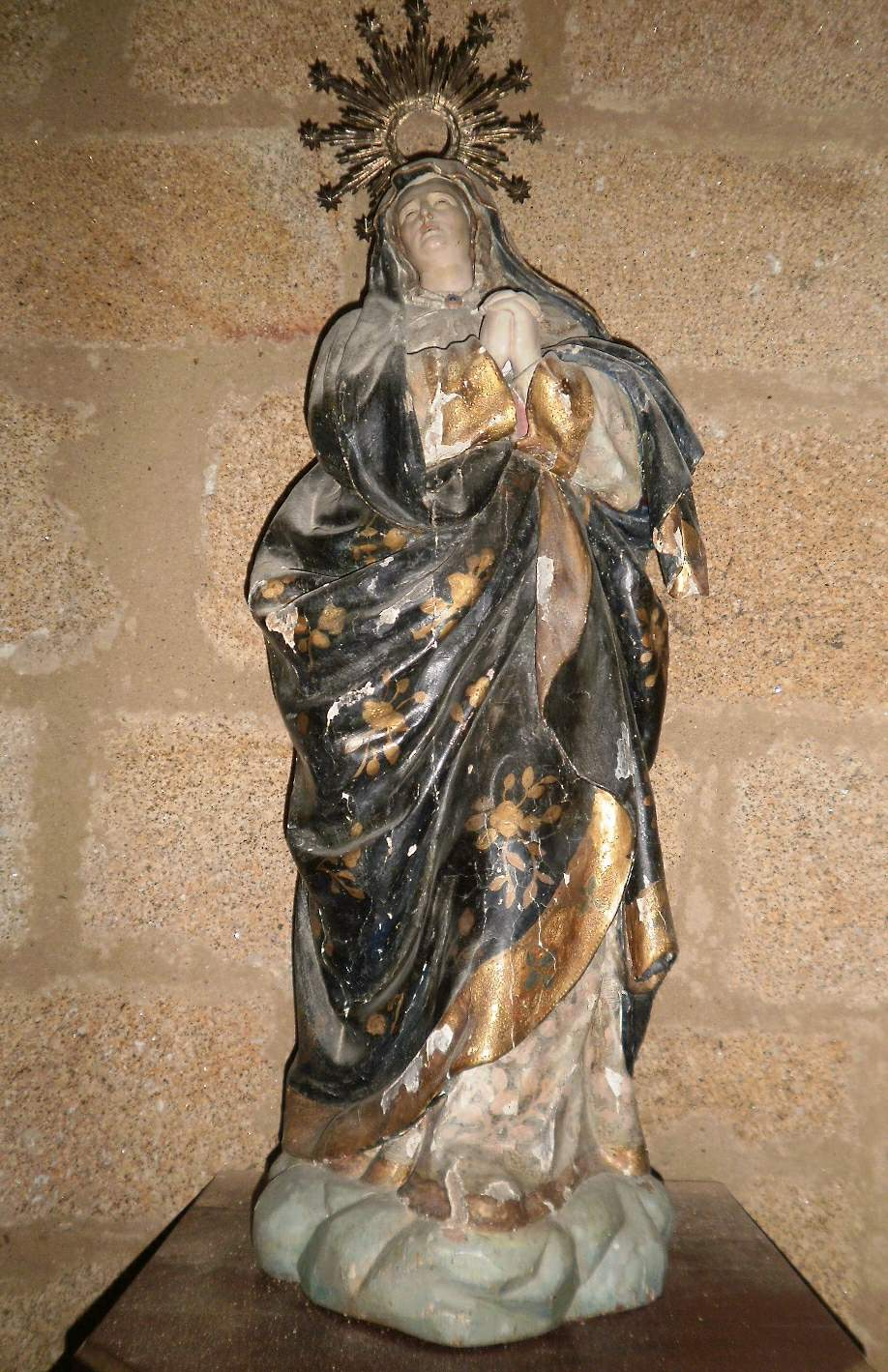
La Dolorosa de la iglesia de San Juan, del

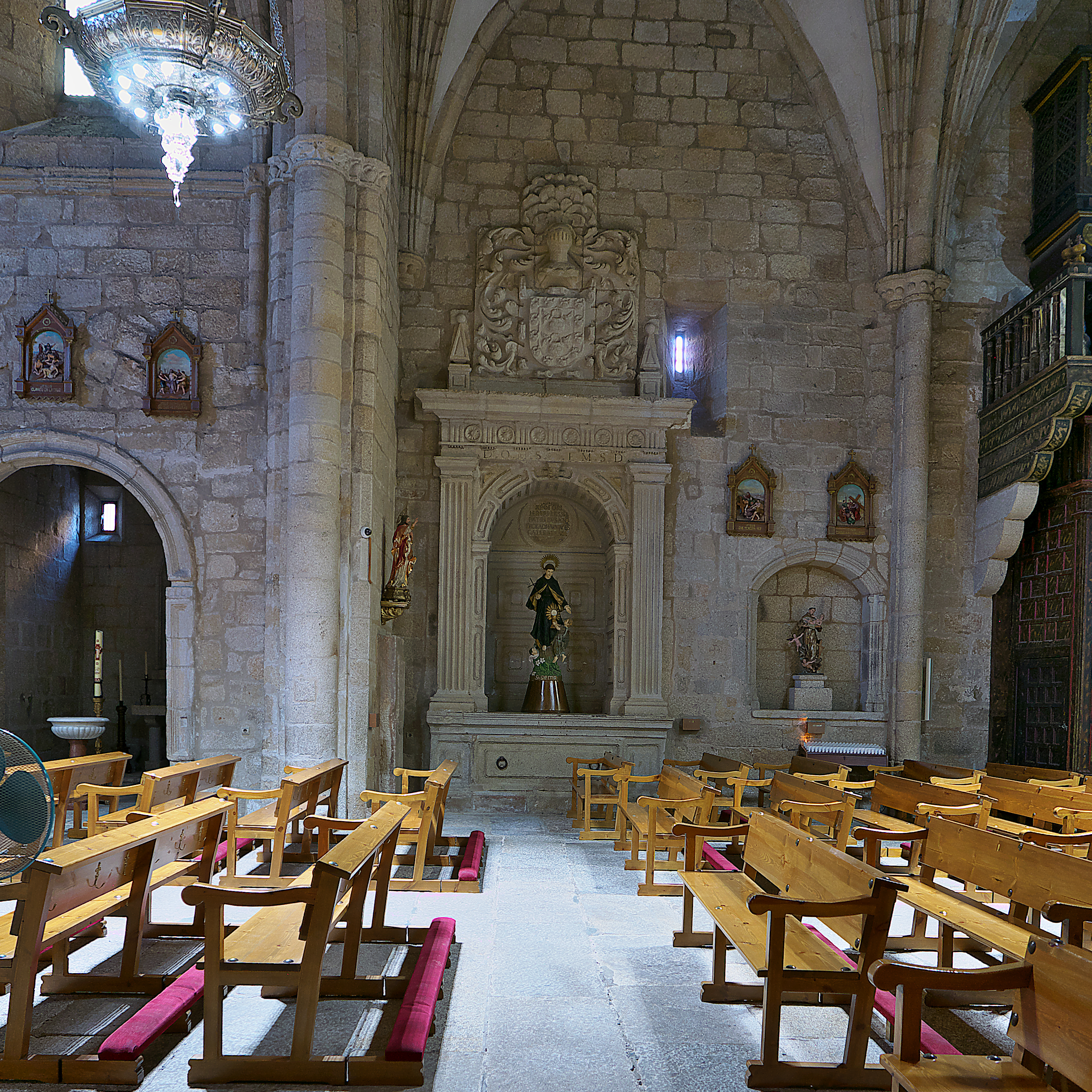
Muro del lado de la epístola

La iglesia parroquial de San Juan es un templo con una decoración interior más sencilla que en otros edificios religiosos históricos de la antigua villa de Cáceres, hasta el punto de que el arqueólogo José Ramón Mélida llegó a afirmar en 1924 que sus retablos no merecían especial mención y que los únicos muebles especialmente relevantes eran una imagen de talla de la Dolorosa y un óleo de Santa Rosa de Lima. El retablo mayor que vio Mélida fue removido de la cabecera en la restauración que se hizo en la década de 1960, y actualmente el altar mayor no está presidido por un retablo sino por una imagen.
En este sentido, el principal retablo del edificio es el que se alberga en la capilla de los Espadero, un retablo rococó formado por un cuerpo con tres calles, fechado en el siglo XVIII. El centro de la estructura alberga una talla de Virgen con Niño de madera policromada, acompañada en varias partes del retablo por pinturas y por las tallas de los santos Nicolás de Bari y Antón Abad. Esta última imagen posee relevancia histórica, por ser la principal herencia que ha quedado en la parroquia de la antigua ermita de San Antón, derribada en el siglo XIX. La segunda capilla del lado del evangelio alberga un retablo de estructura mucho más sencilla, con una hornacina central que alberga una imagen de la Virgen de la Soledad del siglo XVIII.
Pese a la escasez de retablos, la iglesia alberga una colección de diversos óleos sobre lienzo repartidos por el edificio. El más destacado de todos, ubicado en la capilla de los Espadero, es el antes mencionado que representa a Santa Rosa de Lima, con el Niño Jesús y la Virgen, dentro de un óvalo de rosas y cintas con versículos. Lleva esta firma: «Franciscus Mendus faciobat 1672». Sin embargo, es en la sacristía, junto a una colección de una decena de objetos litúrgicos de platería de los siglos XVI a XIX, donde se albergan los cuadros más antiguos. Son tres pequeños cuadros de finales del siglo XVI, que debieron pertenecer a un conjunto por su similitud de estilo y temática, y que representan el Bautismo de Jesús, al propio Juan el Bautista y a la entrega de la cabeza de este último. También alberga la sacristía el cuadro de la «Virgen de la Espina», del siglo XVII, que representa a la Virgen Niña con un cesto de frutas.
En cuanto a la imaginería, el templo es especialmente conocido en la ciudad por albergar las imágenes de la cofradía de los Ramos de la Semana Santa de Cáceres. De hecho, esta cofradía custodia la imagen que sustituye al retablo en el muro del altar mayor: un Cristo crucificado de escuela castellana del siglo XVII, aunque con rasgos que parecen remontarse al siglo XV, que llegó a Cáceres desde Salamanca en 1661. Actualmente es conocida con la denominación de «Cristo de la Buena Muerte» y es uno de los nombres de la cofradía mencionada. Otra obra de escuela castellana del siglo XVII que custodia la cofradía es el «Cristo del Perdón», talla rescatada de la iglesia de Nuestra Señora de la Asunción de Granadilla. Asimismo, la cofradía de los Ramos guarda también en este templo la «Entrada triunfal de Jesús en Jerusalén» («La Burrina»), composición de imaginería catalana que adquirió en 1946 para presidir el Domingo de Ramos cacereño; y «María Santísima de la Esperanza», obra del imaginero local José García Bravo de 1949.
Otras imágenes ajenas a los retablos y a la cofradía se reparten por el templo, en diversos pedestales y hornacinas. En la capilla aneja al presbiterio hay una talla de San Juan Bautista, del siglo XVII, y la citada Dolorosa, del siglo XVIII. Esta última es barroca, sentida, con las manos cruzadas y el rostro levantado y vuelto a la derecha, en el cual se advierte un recuerdo del de Santa Teresa de Bernini. Está pintada y dorada de nuevo. Otras imágenes del templo son una Inmaculada del siglo XX en la nave central, ángeles con antorchas del siglo XVIII en el presbiterio, una imagen pequeña de San Antonio del siglo XVIII en el lado de la epístola, un Cristo crucificado del siglo XVIII en la sacristía y tres figuritas del siglo XX también en la sacristía, estas últimas representando a Juan el Bautista junto a personajes de la Anunciación.
El templo llegó a albergar en otras épocas varios elementos que fueron clasificados como reliquias, que han dejado la denominación de «capilla de las Reliquias» a la antes citada capilla ubicada junto al presbiterio. En 1647 se instaló aquí, procedente de su ermita, un fragmento de hueso del apóstol Bartolomé, que desapareció en el siglo XIX. Previamente, la iglesia había albergado otra reliquia de otro santo que desde 1612 pasó a albergarse en la ermita de las Candelas. En la década de 1980, una familia madrileña donó a este templo una reliquia de la santa contemporánea Gema Galgani, acompañado de una imagen de la misma santa, que forma uno de los actos documentados de veneración de reliquias más recientes de la región.

### Relieves

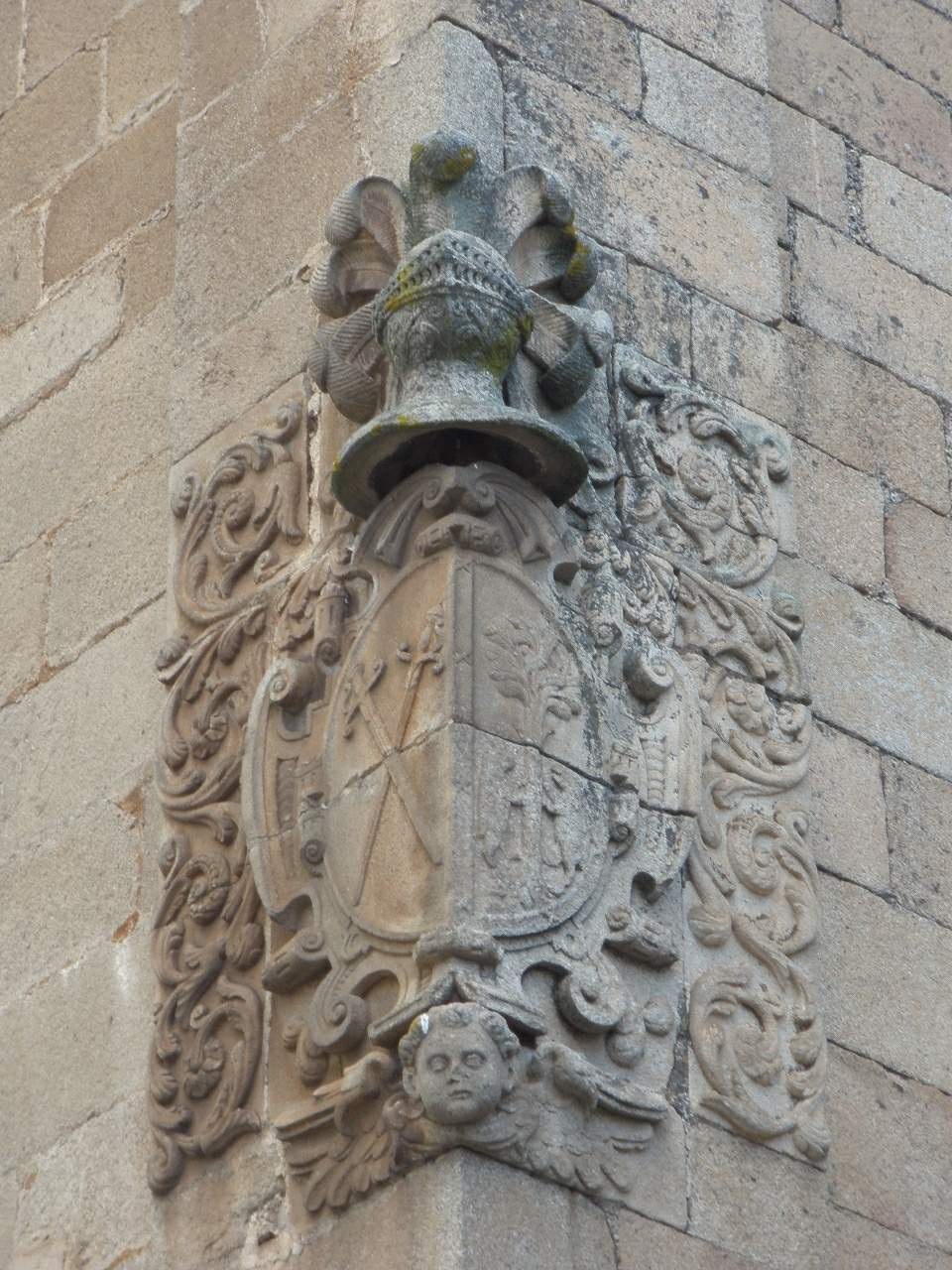
Escudo de los Espadero

Aunque el interior del templo alberga diversos escudos heráldicos, destacan especialmente en la heráldica del edificio dos escudos en esquina en la fachada de las capillas del lado del evangelio, uno perteneciente a los Arias-Saavedra y mirando a la plaza de San Juan y otro perteneciente a los Espadero y mirando a la calle San Pedro. Comparten un mismo estilo, con las armas en una forma ovalada, rodeados de una amplia decoración florida y coronados por un yelmo con lambrequín. El de los Arias-Saavedra es cuartelado, con sus características armas del condado de Castellar en el cuarto cuartel. El de los Espadero es partido, con las dos espadas en la primera parte.
Estos escudos heráldicos no son los únicos relieves históricos que alberga el templo. Se han identificado un total de 17 cruces grabadas en distintas piedras de la estructura: seis en la portada del evangelio, nueve en la portada de la epístola, otra en el muro de la epístola junto a la inscripción del antiguo cementerio y otra en la cabecera. En general, tienen forma de cruz latina, unas veces aisladas y otras apoyadas en un triángulo para representar el calvario, excepto una cruz griega en la puerta de la epístola.

## Uso actual

### Parroquia

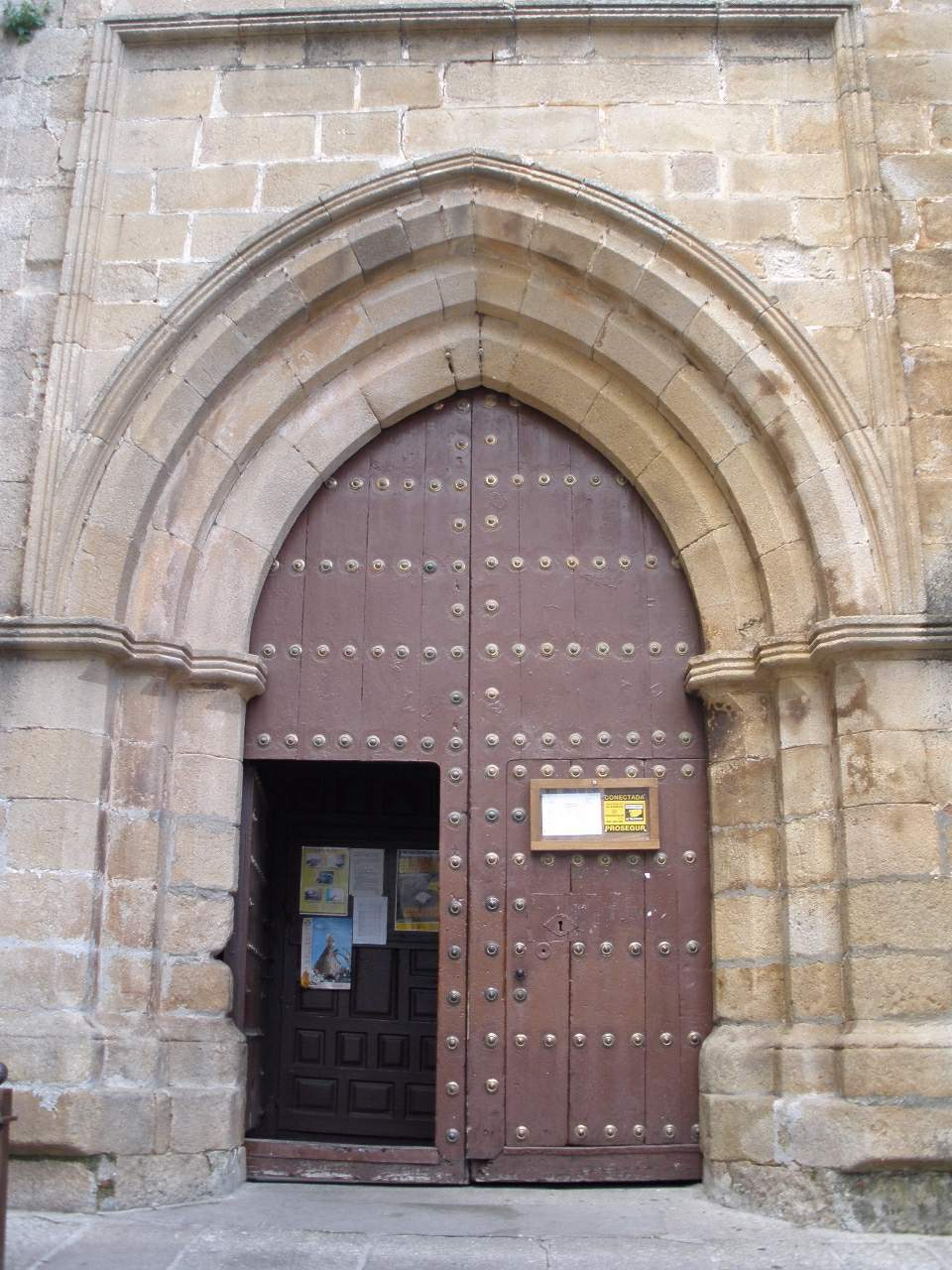
Portada lateral del templo, con los tablones de anuncios que muestran su actividad parroquial

La iglesia de San Juan es sede de una parroquia perteneciente al arciprestazgo de Cáceres de la diócesis de Coria-Cáceres. Da servicio aproximadamente al barrio de San Juan y partes de Cánovas y Virgen de la Montaña. El área geográfica de la parroquia de San Juan limita al norte con las del convento de Santo Domingo y ermita de la Paz (que no tienen estatus de parroquia pero funcionan de manera casi autónoma), al este con San Mateo, al sureste con San Pedro de Alcántara, al suroeste con Nuestra Señora del Rosario de Fátima y al oeste con San José. La de San Juan es una parroquia muy activa, pues cuenta con dos sacerdotes y normalmente celebra un total de 16 misas ordinarias semanales: de lunes a sábado hay dos misas diarias y los domingos hay cuatro.
Actualmente es una parroquia de un solo templo, ya que no conserva ninguno de los seis templos anejos que llegó a tener antes de la desamortización. En los primeros años del siglo XXI, las ermitas de San Francisco y San Jerónimo, vinculadas hasta entonces a San Juan, han pasado a formar parte de la parroquia del Beato Marcelo Spínola, fundada en 2003 en El Vivero.

### Eventos

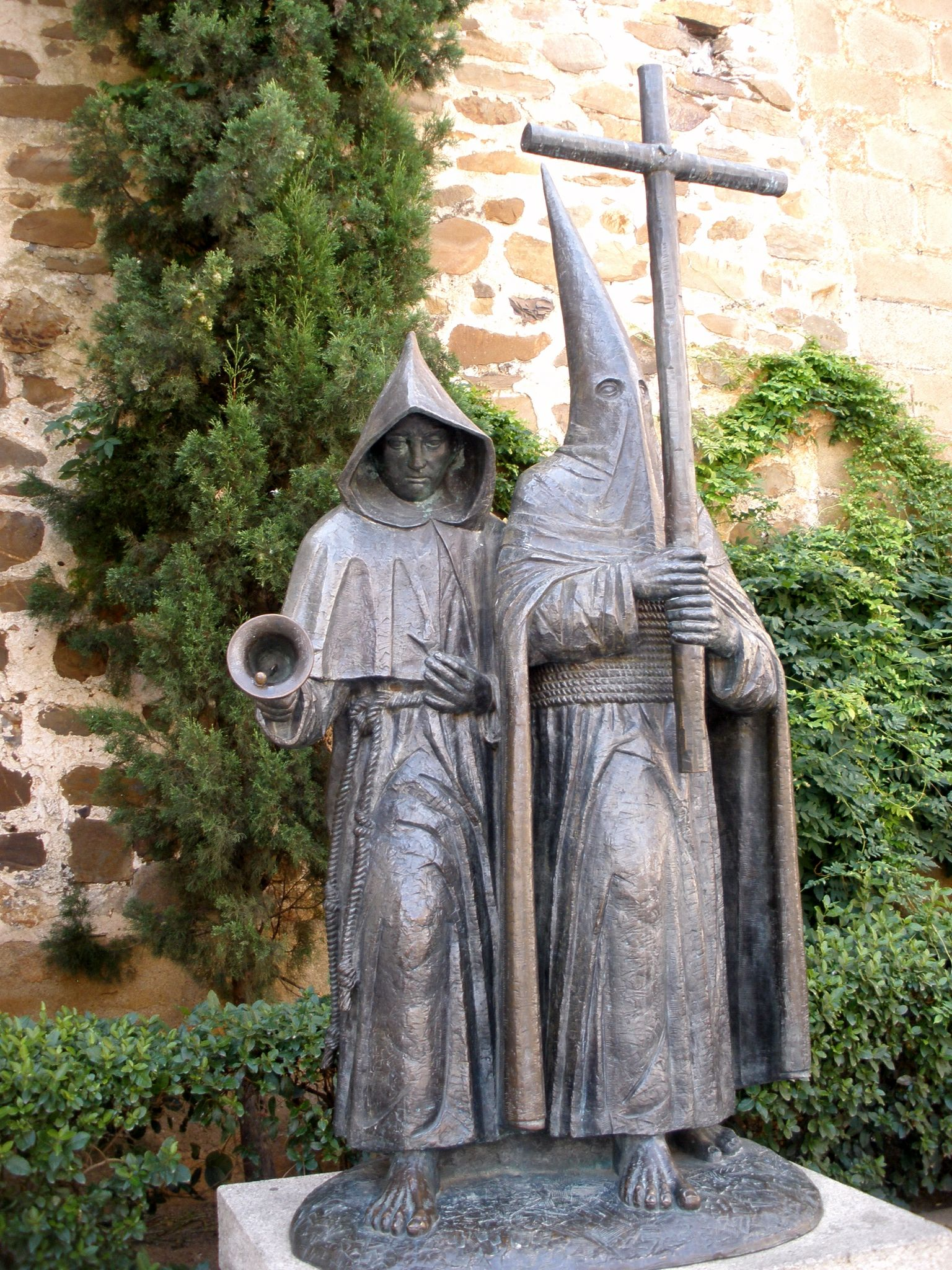
Monumento a los Cofrades, instalado en 2002 junto a la portada de la iglesia de San Juan. Las procesiones de Semana Santa tienen en este templo una de sus principales sedes.

Por su ubicación en el centro de la ciudad, la iglesia parroquial de San Juan es sede de diversas festividades y tradiciones religiosas con relevancia en el calendario cacereño de eventos culturales. La primera de ellas, siguiendo el calendario anual, es la de San Antón, que se celebra en un fin de semana a mediados de enero, con una bendición de animales en la que vecinos de toda la ciudad traen a sus mascotas. Es una herencia de la desaparecida ermita de San Antón que se siguió celebrando en la iglesia parroquial hasta la década de 1960, y que fue recuperada en 2014 aprovechando el fuerte crecimiento que ha tenido en Cáceres la tenencia de mascotas.
Posteriormente, en primavera destacan los actos y procesiones relacionados con la Semana Santa de Cáceres. Como sede canónica de la cofradía de los Ramos, es la sede principal de un quinario en honor al Cristo de la Buena Muerte en los cinco primeros días de Cuaresma, así como de las procesiones de los Ramos, del Perdón y de la Esperanza, que se celebran respectivamente el Domingo de Ramos, Martes Santo y Miércoles Santo. Sin embargo, por su ubicación céntrica, junto a este templo pasan más de una decena de procesiones de otras parroquias a lo largo de toda la Semana Santa, y en varias de ellas alberga estaciones de penitencia. Además, a principios de mayo, la procesión final del Novenario de la Virgen de la Montaña pasa por la iglesia de San Juan y el convento de Santa Clara, para salir del casco antiguo hacia el arroyo del Marco.
Tras los eventos de primavera, a finales de junio tienen lugar las fiestas del barrio de San Juan, en el que la parroquia colabora con la fiesta religiosa, cuyo día es el 24 de junio. A pesar de que San Juan es el patrón del templo y esta fiesta patronal tenía históricamente gran arraigo en Cáceres, se celebró por última vez en 1958 y no se recuperó como evento festivo hasta 2016, cuando los vecinos y hosteleros del barrio se organizaron para recuperarla. La cofradía de los Ramos se encarga de organizar una misa y procesión, que acompañan a diversos eventos culturales.
Por último, entre el 10 y el 18 de diciembre, la cofradía de los Ramos organiza una novena en honor a la Virgen de la Esperanza, que culmina con una procesión hasta el convento de Santa Clara y una misa de liturgia hispánica.

### Protección monumental

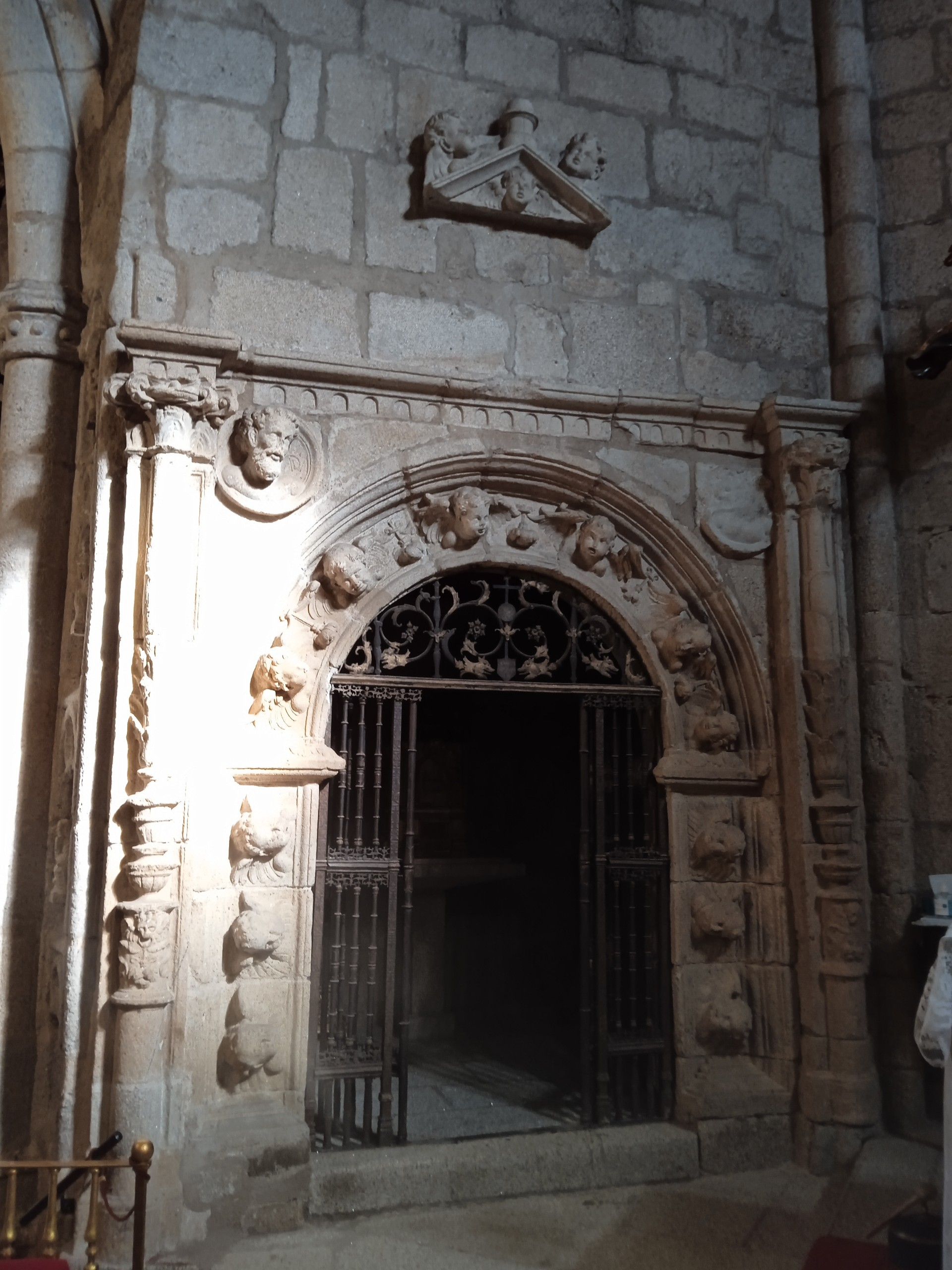
Portada plateresca de la capilla de las Reliquias

Luego de haber sido omitida en 1949 en el antes mencionado decreto de declaración de conjunto histórico, la Dirección General de Bellas Artes, Archivos y Bibliotecas del Ministerio de Cultura aprobó en 1982 una resolución por la que se incoaba un expediente para declarar monumento histórico-artístico (BIC) a la iglesia parroquial de San Juan. Se trataba de una resolución muy sencilla, aprobada en el contexto de urgencia administrativa provocada por la transición española, en la que simultáneamente se dio una protección provisional a una veintena de templos parroquiales de esta misma provincia. El caos provocado en años posteriores por el traspaso interadministrativo de competencias hizo que el expediente no llegase a ninguna parte, y en 1991 la recién creada Junta de Extremadura decidió archivar las actuaciones, alegando como motivo que el edificio ya estaría protegido por la declaración del conjunto histórico de 1949.
Aunque la declaración de 1949 no había sido modificada y por tanto seguía sin proteger a la iglesia de San Juan en 1991, realmente acababa de sobrevenir un motivo para considerar parcialmente protegido a este edificio. En 1990, cuatro años después de que el barrio de Intramuros fuese declarado Patrimonio de la Humanidad por la Unesco, el Ayuntamiento de Cáceres aprobó el Plan Especial de Protección y Revitalización del Patrimonio Arquitectónico, una norma especial de planeamiento urbanístico que se aplica desde entonces a todo el casco antiguo de la ciudad, afectando a unos mil ochocientos inmuebles, que no solamente se ubican en la zona monumental. En esa norma se incluyó un inventario de bienes específicamente protegidos, dentro de la cual el primero de ellos fue la iglesia de San Juan, a la que se dio un nivel de protección urbanística integral. El catálogo estableció que, sin perder su función religiosa, debía ampliarse el uso de este templo al turismo cultural. En 2016, el área del Plan Especial correspondiente al antiguo barrio de Extramuros, incluyendo la iglesia de San Juan, fue protegida por la Unesco como zona de protección paisajística del área monumental declarada treinta años antes.